# Lumpenus
Lumpenus és un gènere de peixos de la família dels estiquèids i de l'ordre dels perciformes.
És circumpolar i es troba a l'Àrtida (des del mar de Barentsz fins a l'oest de Groenlàndia), el Pacífic nord (des del mar del Japó, Sakhalín -Rússia- i el mar d'Okhotsk fins al mar de Bering, l'illa de Sant Llorenç, Alaska, l'illa d'Adak i Califòrnia) i l'Atlàntic nord-occidental (des de Spitsbergen fins a Escandinàvia, el mar del Nord, la mar Bàltica, les illes Fèroe, Islàndia, Groenlàndia, la península del Labrador, Terranova, el Quebec, Nova Escòcia i la badia de Massachusetts).

## Taxonomia
- Lumpenus fabricii (Reinhardt, 1836)[2]
- Lumpenus lampretaeformis (Walbaum, 1792)[21]
- Lumpenus sagitta (Wilimovsky, 1956)[22][23][24][25][26][27][28][29][30][31][32]